# Oleg Isaenko
Oleg Igorevič Isaenko (in russo Олег Игоревич Исаенко?; Kaliningrad, 31 gennaio 2000) è un calciatore russo, difensore del Baltika in prestito dal Chimki.

## Carriera
Cresciuto nel settore giovanile del Krasnodar, ha esordito in prima squadra il 9 aprile 2022 disputando l'incontro di Prem'er-Liga vinto per 0-1 contro il Rubin.

## Statistiche

### Presenze e reti nei club
Statistiche aggiornate al 2 giugno 2022.
| Stagione           | Squadra            | Campionato         | Campionato | Campionato | Coppe nazionali | Coppe nazionali | Coppe nazionali | Coppe continentali | Coppe continentali | Coppe continentali | Altre coppe | Altre coppe | Altre coppe | Totale | Totale |
| Stagione           | Squadra            | Comp               | Pres       | Reti       | Comp            | Pres            | Reti            | Comp               | Pres               | Reti               | Comp        | Pres        | Reti        | Pres   | Reti   |
| ------------------ | ------------------ | ------------------ | ---------- | ---------- | --------------- | --------------- | --------------- | ------------------ | ------------------ | ------------------ | ----------- | ----------- | ----------- | ------ | ------ |
| mar.-mag. 2018     | Krasnodar-2        | 2D                 | 10         | 0          |                 | -               | -               |                    | -                  | -                  |             | -           | -           | 10     | 0      |
| mag. 2019          | Krasnodar-2        | 1D                 | 1          | 0          |                 | -               | -               |                    | -                  | -                  |             | -           | -           | 1      | 0      |
| 2020-2021          | Krasnodar-2        | 1D                 | 30         | 0          |                 | -               | -               |                    | -                  | -                  |             | -           | -           | 30     | 0      |
| 2021-2022          | Krasnodar-2        | 1D                 | 27         | 2          |                 | -               | -               |                    | -                  | -                  |             | -           | -           | 27     | 2      |
| Totale Krasnodar-2 | Totale Krasnodar-2 | Totale Krasnodar-2 | 68         | 2          |                 | -               | -               |                    | -                  | -                  |             | -           | -           | 68     | 2      |
| 2018-2019          | Krasnodar-3        | 2D                 | 10         | 0          |                 | -               | -               |                    | -                  | -                  |             | -           | -           | 10     | 0      |
| 2019-gen. 2020     | Krasnodar-3        | 2D                 | 10         | 0          |                 | -               | -               |                    | -                  | -                  |             | -           | -           | 10     | 0      |
| ago.-set. 2020     | Krasnodar-3        | 2D                 | 10         | 0          |                 | -               | -               |                    | -                  | -                  |             | -           | -           | 10     | 0      |
| Totale Krasnodar-3 | Totale Krasnodar-3 | Totale Krasnodar-3 | 36         | 0          |                 | -               | -               |                    | -                  | -                  |             | -           | -           | 36     | 0      |
| apr.-mag. 2022     | Krasnodar          | PL                 | 8          | 0          | CR              | -               | -               |                    | -                  | -                  |             | -           | -           | 8      | 0      |
| Totale carriera    | Totale carriera    | Totale carriera    | 112        | 2          |                 | -               | -               |                    | -                  | -                  |             | -           | -           | 112    | 2      |

## Palmarès

### Club

#### Competizioni nazionali
- Pervaja Liga: 1

Baltika: 2024-2025